# Jagdbombenfliegergeschwader 37

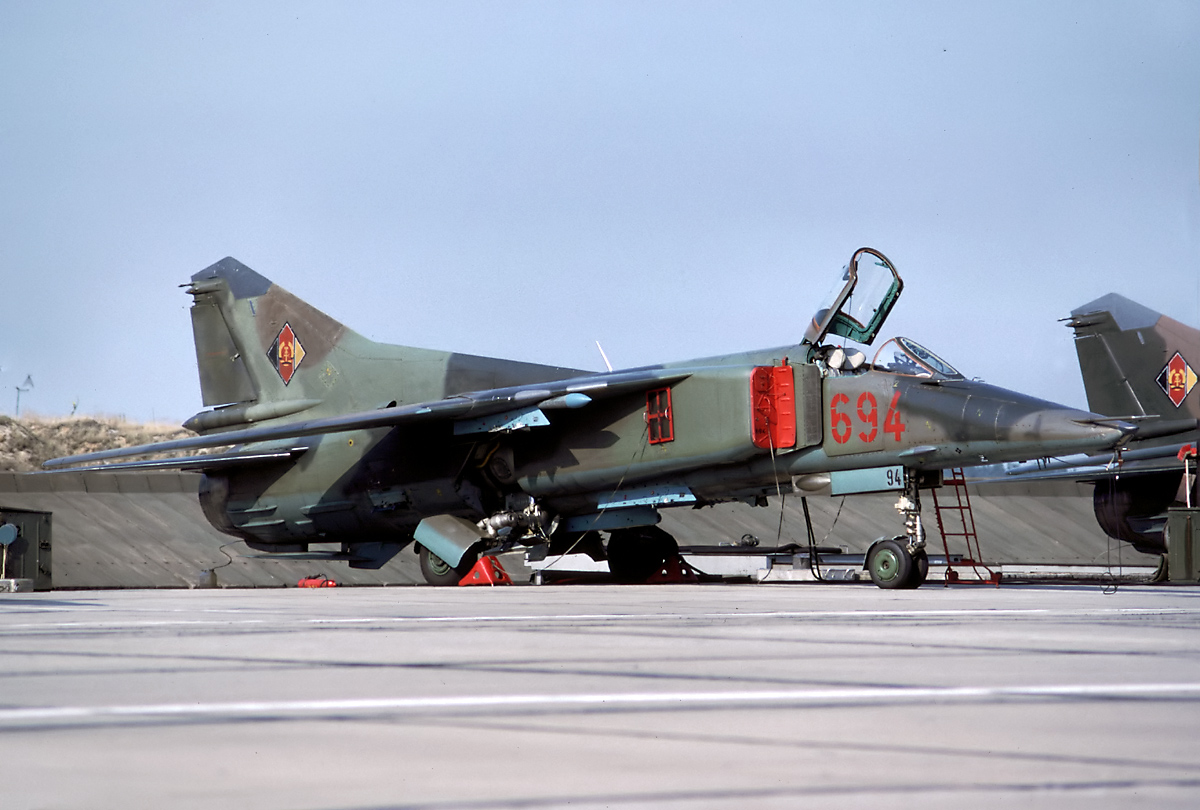
MiG-23BN des JBG-37 (1990)

Das Jagdbombenfliegergeschwader 37 (JBG-37) trug den Ehrennamen Klement Gottwald und war ein fliegender Verband in Regimentsstärke der NVA-Luftstreitkräfte in direkter Unterstellung des Führungsorgans Front- u. Militärtransportfliegerkräfte.

## Geschichte
Das Jagdbombergeschwader wurde am 1. Oktober 1971 zunächst als JBG-31 auf dem Standort Drewitz offiziell aufgestellt. Es war anfangs der 1. Luftverteidigungsdivision der Luftstreitkräfte der NVA zugeteilt. Vorausgegangen waren Anfang der 1970er Jahre aus den Erfahrungen der vorangegangenen Nahostkriege Forderungen des Vereinten Oberkommandos des Warschauer Pakts, auch in der DDR eigene Bombenfliegerkräfte aufzustellen. Das Geschwader wurde anfangs mit drei Staffeln MiG-17F ausgerüstet. Diese kamen aus freigewordenen Beständen der auf MiG-21 umgerüsteten Jagdgeschwader. Die MiG-17F wurden mit Aufhängepunkten unter den Tragflächen für Behälter mit ungelenkten Raketen und Freifallbomben ausgerüstet. Als Schulmaschinen standen MiG-15 UTI zur Verfügung.
Das Geschwader erhielt am 6. Oktober 1976 seinen Traditionsnamen „Klement Gottwald“.
Ab 1979 begann die Umrüstung des Geschwaders auf MiG-23BN und MiG-23UB. Die Umrüstung betraf nur zwei Staffeln. Die frühere 3. Staffel mit MiG-17F wurde zur Aufstellung des JBG-77 zum Flugplatz Laage verlegt und dort auf Su-22M4 umgerüstet. Da Verluste nicht ersetzt wurden, erreichte das Geschwader in den 1980er Jahren nie volle Sollstärke.
Ab dem 1. November 1982 war das Geschwader dem Führungsorgan der Front- und Armeefliegerkräfte (FAFK), dem späteren Führungsorgan Front- u. Militärtransportfliegerkräfte (FO FMTFK), unterstellt. Zu diesem Zeitpunkt erfolgte auch die Umbenennung in JBG-37. Diese Unterstellung war eine Friedensstruktur zur Sicherstellung der fliegerischen Ausbildung sowie zur materiell-technischen Sicherstellung. Mit Auslösung entsprechender Stufen der höheren Gefechtsbereitschaft war das JBG-37 zur operativen Unterstellung zum Befehlshaber der sowjetischen 16. Luftarmee vorgesehen und befohlen.

### Kommandeure JBG-37
| Dienstgrad, Name          | Dienstzeit | Bemerkung                                 |
| ------------------------- | ---------- | ----------------------------------------- |
| Oberst Klaus-Jürgen Baarß | 1971–1973  | später Generalleutnant im Kommando LSK/LV |
| Oberst Gerhard Schumann   | 1973–1977  | 1976 Verdienter Militärflieger der DDR    |
| Oberst Manfred Jenichen   | 1977–1984  | 1984 Verdienter Militärflieger der DDR    |
| Oberst Joachim Hoffmann   | 1984–1990  | 1986 Verdienter Militärflieger der DDR    |